# Otomedius Excellent
Otomedius Excellent (オトメディウスX（エクセレント！） Otomediusu X (Ekuserento!)?) es un videojuego de matamarcianos desarrollado por Konami para Xbox 360 y la secuela del título de 2008 Otomedius G (Gorgeous!), un spin-off de la serie Gradius. Otomedius Excellent presenta personajes femeninos cada uno de los cuales se identifica con una franquicia de Konami. El título se publicó el 21 de abril de 2011 en Japón y el 1 de noviembre de ese mismo año en Norteamérica.